# 藤波貴久

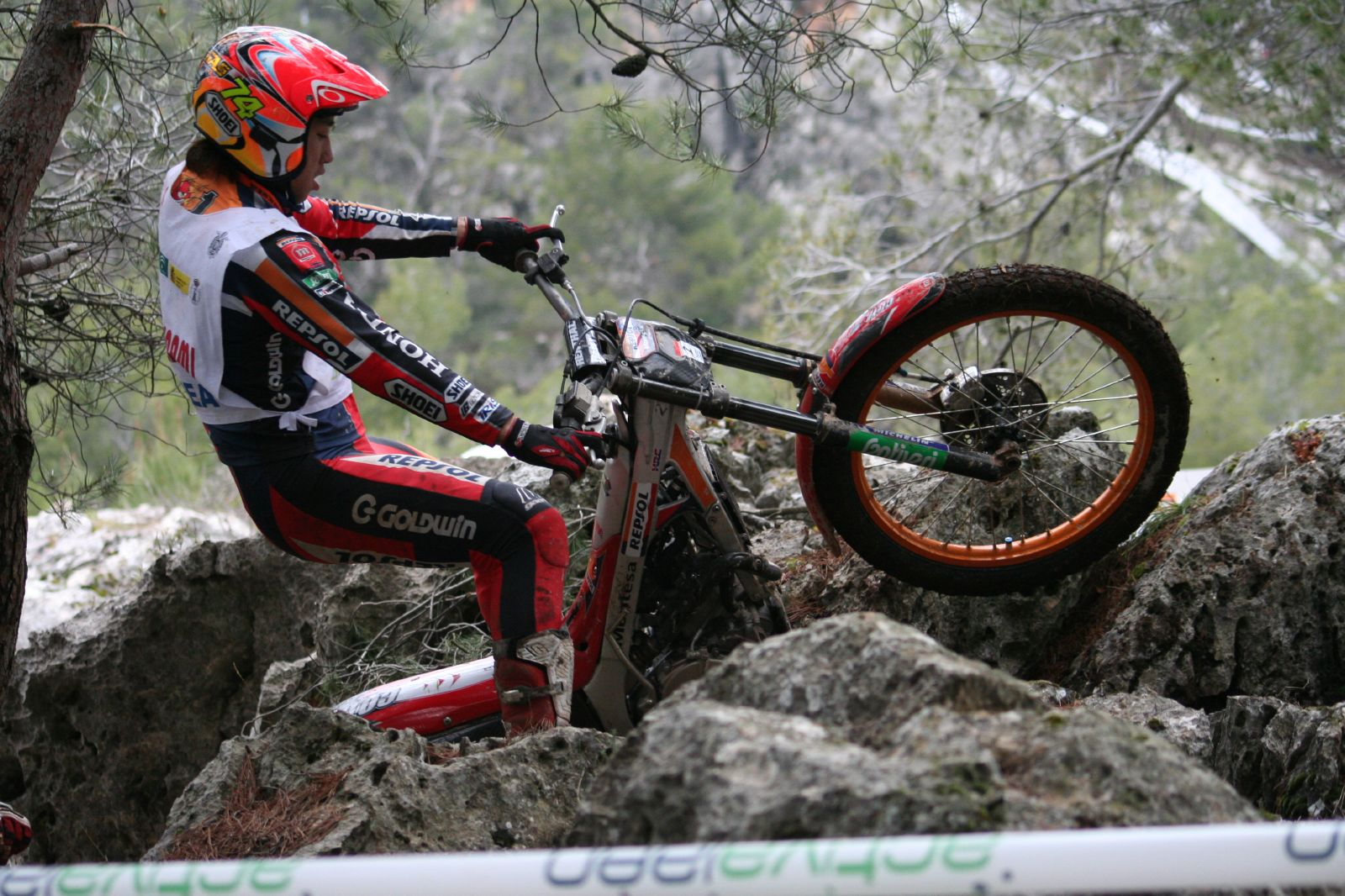
2007年トライアル世界選手権第1戦（スペイン）での藤波貴久選手

藤波貴久（ふじなみ たかひさ、1980年1月13日 - ）は、三重県四日市市出身のオートバイ・トライアルライダー。日本人唯一のトライアル世界選手権チャンピオン。全日本トライアル選手権チャンピオン5回。1999年に全日本トライアル選手権全勝優勝を達成。ニックネームは、藤波の「フジ」とスペイン語で全開を意味する「ガス(gas)」を組み合わせた『フジガス(fujigas)』。

## 略歴
1980年1月13日モータースポーツ好きの父親の元に生まれた。父親はその頃にトライアルにはまったばかりで、成績はさっぱりだったという。父親のトライアル仲間は小川友幸（1976年10月4日生まれの現全日本トライアルのトップライダー）の父親で、練習について行くと会う友幸の自転車には補助輪が無いのを見て、2歳の貴久は補助輪をとるように言ったという。取ってみたら乗れるようになってしまった。勤めている父親にはウイークデイにはなかなか遊んでもらえなかったが、父がトライアル用に改造した自転車で遊んでいたとのこと。
父はオートバイ（貴久が乗る写真があるのでQR50と思われる）を息子に与え、3歳の貴久は早速乗りこなし、父よりも速かったという。
その後貴久はブラック団にスカウトされる。ブラック団とは、才能がありそうな子供を集め、世界チャンピオンを獲得できる日本人の育成するためと、自転車トライアルでとてつもなく上手かった長男黒山健一の才能を伸ばすために黒山一郎（元全日本トライアルチャンピオン）が結成したものだ。藤波貴久、黒山健一、田中太一、野崎史高と、元メンバーは全日本スーパークラスライダーへと成長した。
その後1992年中部選手権全戦全勝などをへて、1995年全日本トライアル最高峰クラスチャンピオンを最年少で獲得。1996年にトライアル世界選手権参戦開始。1997年ドイツ大会で日本人として2人目の優勝者となる（日本人初は黒山健一）。1999年には10歳の時の立てた目標どおりにランキング2位獲得。同年全日本トライアル選手権全勝優勝。
しかし、そこからあと一つランキングを上げることは出来なかった。トライアル史上最高ライダーと言われるドギー・ランプキン（1997年-2003年トライアル世界選手権チャンピオン）が厚い壁となった。
トレーナーの鎌田貴（スポーツユニット代表）の指導を受けた効果も出ていた2004年は、日本グランプリ優勝をきっかけにシーズンの流れに乗り8勝。日本人として初めてトライアル世界選手権チャンピオンとなる。
4ストロークマシンに乗り換えをした2005年は不利な展開が予想されたが、3勝してランキング2位。
2006年は、乗りなれた4ストロークマシンで2度目の世界チャンピオンに挑む。
以降もモンテッサのワークスライダーとして活躍していたが、2021年9月、自身のTwitterで2021年シーズン限りでの現役引退を発表した。2022年からは古巣でもある、トライアル世界選手権のレプソル・ホンダチームで監督を務める。
引退後は監督業の傍ら、ホンダが開発したトライアル用電動バイク「RTL ELECTRIC」の開発ライダーを務める。2024年10月にはその「RTL ELECTRIC」で全日本トライアル選手権に参戦し（同選手権には21年ぶりの復帰）、復帰初戦となった和歌山・湯浅大会で優勝した。

## 戦歴
- 1989年 - 自転車トライアル世界選手権プッシンクラス（10歳以下）ランキング3位
- 1990年 - 自転車トライアル世界選手権プッシンクラス（10歳以下）チャンピオン
- 1991年 - トライアル国内B級デビュー
- 1992年 - トライアル中部選手権国内A級チャンピオン（全戦優勝）
- 1993年 - 全日本トライアル選手権国際B級ランキング2位
- 1994年 - 全日本トライアル選手権国際A級ランキング3位
- 1995年 - 全日本トライアル選手権国際A級チャンピオン（史上最年少）
- 1996年 - トライアル世界選手権ランキング7位

全日本トライアル選手権国際A級スーパークラスランキング4位
- 1997年 - トライアル世界選手権ランキング4位（1勝：ドイツ）

全日本トライアル選手権国際A級スーパークラスランキング2位
- 1998年 - トライアル世界選手権ランキング5位

インドアトライアル世界選手権ランキング7位
全日本トライアル選手権国際A級スーパークラスチャンピオン
- 1999年 - トライアル世界選手権ランキング2位

インドアトライアル世界選手権ランキング9位
トライアル・デ・ナシオン日本代表3位
全日本トライアル選手権国際A級スーパークラスチャンピオン（全勝）
- 2000年 - トライアル世界選手権ランキング2位

インドアトライアル世界選手権ランキング5位
トライアル・デ・ナシオン日本代表2位
全日本トライアル選手権国際A級スーパークラスチャンピオン（4勝）
- 2001年 - トライアル世界選手権ランキング2位（2勝：ベルギー、アメリカ）

インドアトライアル世界選手権ランキング6位
全日本トライアル選手権国際A級スーパークラスチャンピオン（6勝）
- 2002年 - トライアル世界選手権ランキング2位（4勝：アメリカ、イタリア、ヨーロッパ、日本）

インドアトライアル世界選手権ランキング6位
トライアル・デ・ナシオン日本代表3位
全日本トライアル選手権国際A級スーパークラス5位（3勝）
- 2003年 - トライアル世界選手権ランキング2位（6勝：アイルランド、ドイツ、日本、スペイン、フランス、イタリア）

インドアトライアル世界選手権ランキング5位
トライアル・デ・ナシオン日本代表3位
全日本トライアル国際A級スーパークラスランキング10位（1勝）
トライアルスペイン選手権ランキング3位
- 2004年 - トライアル世界選手権チャンピオン（8勝：アイルランド、日本×2、アメリカ×2、フランス、イタリア、スペイン）

インドアトライアル世界選手権ランキング2位（1勝：ドイツ）
トライアル・デ・ナシオン日本代表3位
インドア・トライアル・デ・ナシオン日本代表3位
- 2005年 - トライアル世界選手権ランキング2位（3勝：日本、アメリカ、イタリア）

インドアトライアル世界選手権ランキング5位
トライアル・デ・ナシオン日本代表3位
トライアルスペイン選手権参戦
- 2006年 - トライアル世界選手権ランキング2位（4勝：ポルトガル、イタリア、ポーランド、イギリス）

インドア世界選手権ランキング5位
- 2007年 - トライアル世界選手権ランキング3位

インドア世界選手権ランキング4位
- 2008年 - トライアル世界選手権ランキング3位（1勝：アメリカ）

インドアトライアル世界選手権ランキング4位
トライアル・デ・ナシオン日本代表2位
- 2009年 - トライアル世界選手権ランキング3位

インドアトライアル世界選手権ランキング4位
- 2010年 - トライアル世界選手権ランキング3位（2勝：ポルトガル、イギリス）

インドアトライアル世界選手権ランキング6位
トライアル・デ・ナシオン日本代表5位
- 2011年 - トライアル世界選手権ランキング3位

世界選手権Xトライアルランキング5位
- 2012年 - トライアル世界選手権ランキング5位

世界選手権Xトライアルランキング4位
Xトライアル・デ・ナシオン 日本代表2位
- 2013年 - 世界選手権Xトライアルランキング5位

※トライアル・デ・ナシオン及びインドア・トライアル・デ・ナシオン順位は日本国。

## 10歳の少年の夢
10歳の時に将来の計画表を作成した。現在は実家に飾ってある。
| 1991年 | 11歳 | ・ジュニアライセンス入手 ・中部選手権 国内A級昇格                 |
| 1992年 | 12歳 | 中部選手権 ・グランドチャンピオン大会出場                         |
| 1993年 | 13歳 | ・国際B級昇格 全日本選手権                                        |
| 1994年 | 14歳 | ・国際A級昇格 全日本選手権                                        |
| 1995年 | 15歳 | ・全日本チャンピオン ヨーロッパへ @ベンツを買う @キャラバンを買う |
| 1996年 | 16歳 | ・インターナショナルライセンス入手 世界ランキング15位以内         |
| 1997年 | 17歳 | 世界ランキング10位以内                                            |
| 1998年 | 18歳 | 世界ランキング5位以内                                             |
| 1999年 | 19歳 | 世界ランキング2位                                                 |
| 2004年 | 24歳 | 藤波貴久ワールドチャンピオン！！ ヤッタネ ピース                  |

誕生日を基準にした書き込みや学年・バイク排気量の書き込みは省略している。